# Federico Agnelli
Federico Agnelli (Milano, 1626 – Milano, 1702) è stato un tipografo, incisore e calcografo italiano.

## Biografia
Fu il capostipite di una famiglia di notabili tipografi con una bottega a Milano in via S. Margherita, grande protagonista dell'editoria lombarda per oltre due secoli, a partire dai primi anni del Seicento e sino all'Ottocento.